# 江戸相撲会所
江戸相撲会所（えどすもうかいしょ）は、江戸時代から明治初年まで存在した職業相撲組織。現在の日本相撲協会の前身にあたる。

## 概要
江戸相撲初期、大名家に仕えていた相撲取りで、年老いて暇を出された者たち（相撲浪人）の中から、各地の相撲集団の監督や対外折衝の役にあたる者が現れた。現在でいう年寄のはじめである。1684年（貞享元年）、そうした相撲浪人である雷権太夫ら15人が株仲間を結成、寺社奉行に願い出て寺社への寄進を名目とした相撲興行の公認をとりつけたのが、相撲会所の起源となった。やがて独自に力士の育成も始め、専業的に相撲興行をなりわいとする者たちも現れ、享保年間には相撲興行の開催は彼らに独占的に認可されるようになった。宝暦・明和頃までには、現在の相撲協会の直接の前身と呼べる組織がほぼ整備された。
役職には、筆頭・筆脇・組頭・組下・平年寄などがあり、多くの権限は筆頭と筆脇が掌握し、かつそのふたつの役職はほぼ歴代の雷や錣山はじめ一部の年寄たちによって独占的に襲われた。本場所の勧進元（興行主）は彼らによって回り持ちとされ、収益は勧進元がほぼ独占できた。後援の商家らの協力で興行の失敗を回避する仕組みも整えられ、これがのちの相撲茶屋の前身となった。
明治に入って、高砂改正組事件を経て角界の権勢を握った高砂浦五郎が数々の改革を断行し、1889年（明治22年）「東京相撲協会」に改称、1927年（昭和2年）に大坂相撲との合併を経て「大日本相撲協会」が成立する。